# Chama lactuca
Chama lactuca är en musselart som beskrevs av Dall 1886. Chama lactuca ingår i släktet Chama och familjen Chamidae. Inga underarter finns listade i Catalogue of Life.